# Veřejná bezpečnost

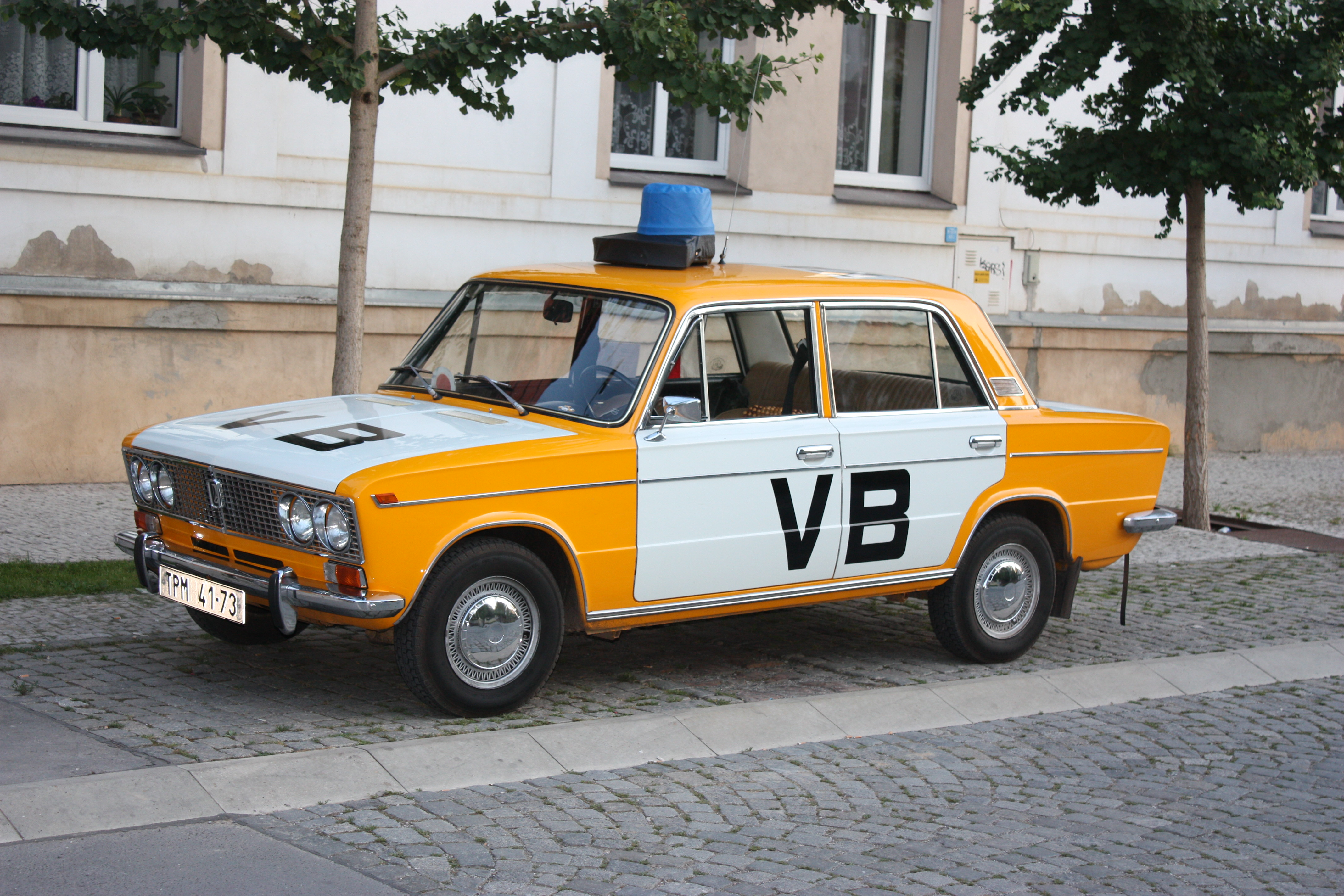
Un vehículo oficial de la Veřejná bezpečnost.

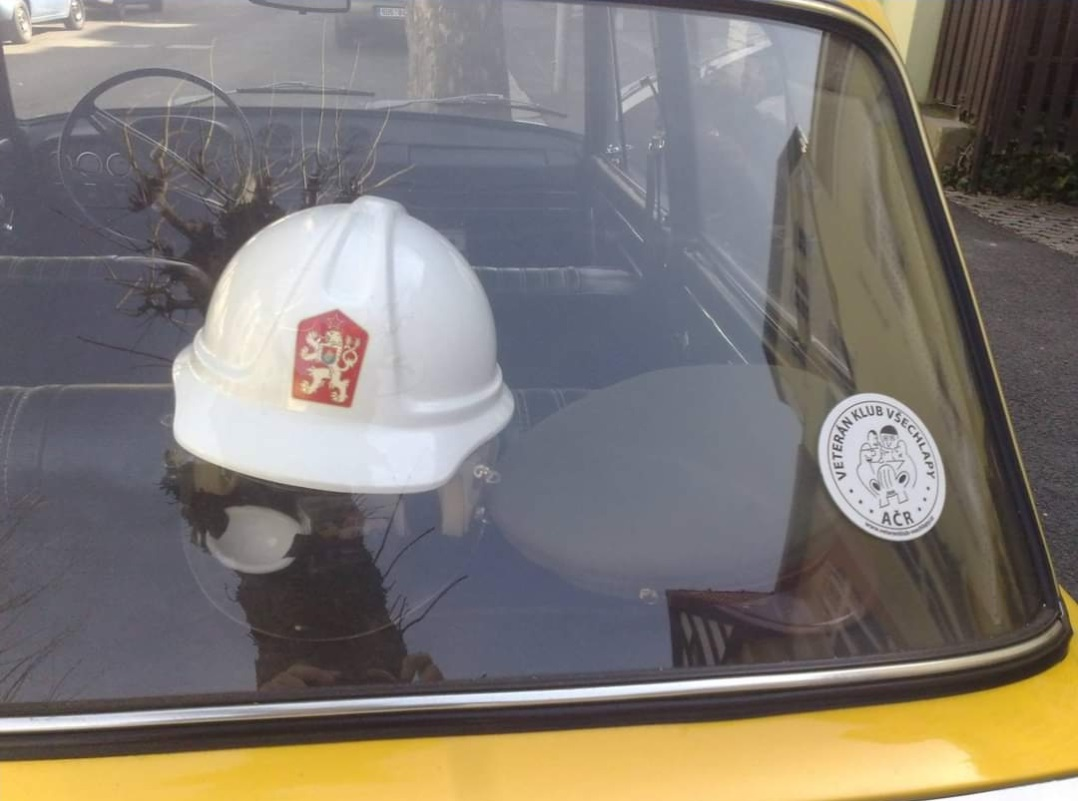
Un casco y un brigadier utilizados por Seguridad Pública.

Veřejná bezpečnost (traducido del checo como «seguridad pública», al igual que el eslovaco Verejná bezpečnosť), conocida por sus siglas VB, fue la fuerza regular de policía de la República Socialista de Checoslovaquia creada en 1945 como un departamento de la Sbor národní bezpečnosti (fuerzas de seguridad nacional), que también incluía la Státní bezpečnost (seguridad estatal), la Policía ferroviaria y la Policía aeroportuaria.

## Organización
La VB fue dividida en Orden Público y VB Tráfico (Patrulla de Carreteras), Investigaciones Criminales VB (delitos mayores, forenses), y una sección de Seguridad de Infraestructura (seguridad de edificios importantes, instalaciones, etc.). Tuvo destacamientos regionales, distritales, municipales y locales. Fue disuelta el 15 de junio de 1991 y sus funciones fueron transferidas a las nuevas fuerzas policiales de las repúblicas checa y eslovaca.
La organización checoslovaca podía requerir a cualquier ciudadano un občanský průkaz o carnet de identificación. Este folleto contenía una fotografía e información como nombre, dirección actual y lugar de empleo (estar desempleado en la ČSSR era prácticamente ilegal, ya que uno podría ser acusado de "vivir de los beneficios de la sociedad"). Dado que era obligatorio llevar občanský průkaz, una persona podría ser detenida por simplemente no tener uno en su poder.
El ala auxiliar era la "Guardia Auxiliar de Seguridad Pública" (Pomocná stráž VB), reclutada de ciudadanos "políticamente confiables" mayores de 21 años, llevaban un brazalete rojo con "PS VB". Se usaban generalmente para el control de tráfico y las obligaciones de orden público.
Los vehículos de la VB eran originalmente azules con una línea blanca a lo largo del lado. Los vehículos posteriores tenían paneles pintados de naranja y blanco en un patrón similar a los 'negros y blancos' estadounidenses, que sirvieron de inspiración al diseñador del patrón como lo admitió este después de la caída del régimen. El nombre completo «Veřejná bezpečnost» se utilizó con el diseño azul, mientras que los vehículos posteriores sólo tenían las letras «VB» escrito en las puertas blancas.